# Retrat de Madame X
Madame X o Retrat de Madame X és el títol informal d'un retrat realitzat per John Singer Sargent de Virginie Amélie Avegno Gautreau. La model era una jove americana nascuda a Louisiana, i muller del banquer francès Pierre Gautreau, figura important de l'alta societat parisenca de l'època.
El quadre mostra una dona que posa amb ostentació en un vestit de setí negre amb uns tirants incrustats de pedres precioses. El retrat es caracteritza pel to pàl·lid de la pell de la dona, que contrasta amb el color ombrívol del vestit i del plànol posterior.